# Adolph Behrens

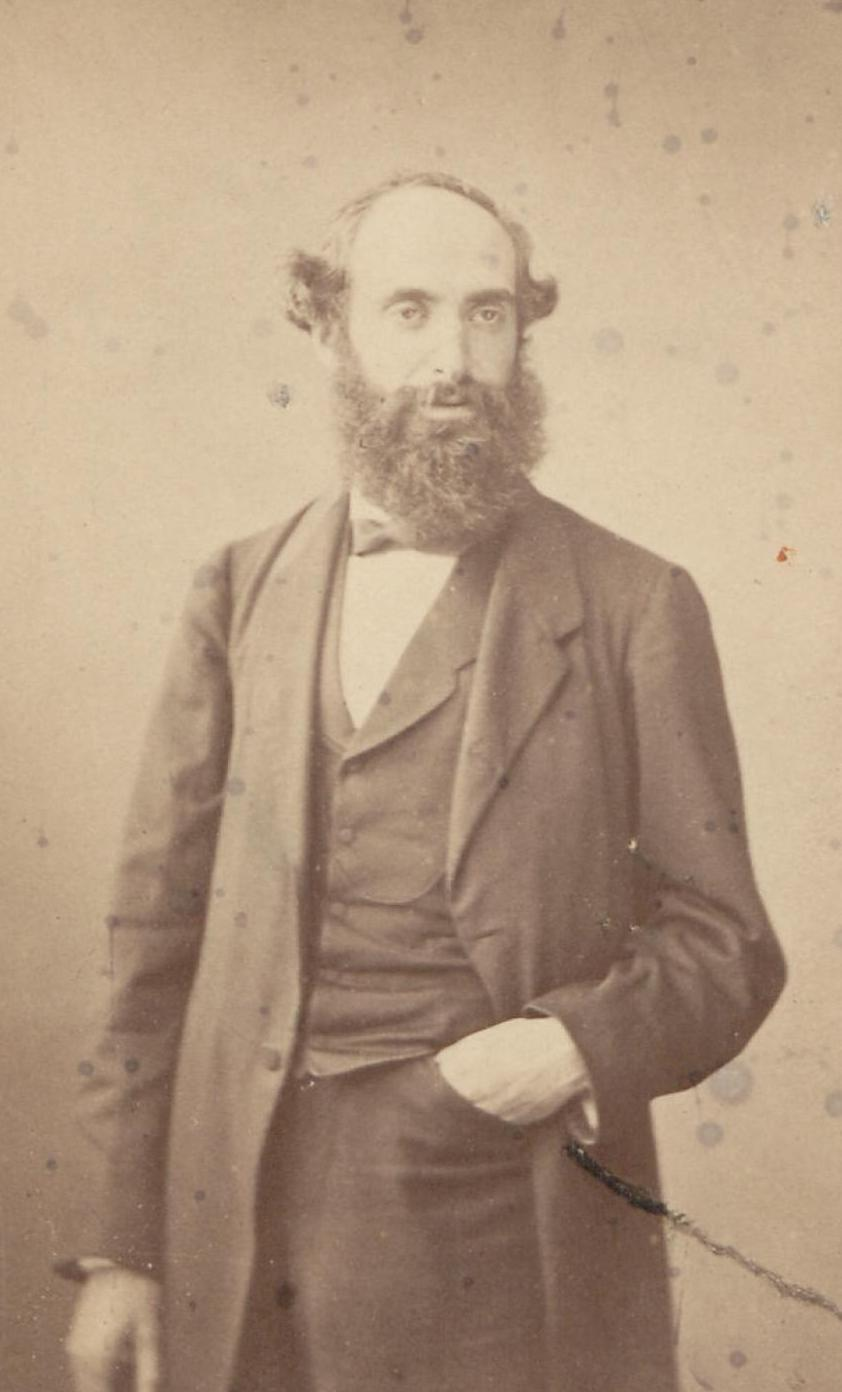
Adolph Behrens, ca. 1865

Adolph Behrens (* 24. Juni 1833 in Manchester; † 16. März 1896 in Richmond (London)) war ein deutsch-englischer Privatier, Amateurmusiker und Mäzen.

## Leben
Adolph Behrens war das neunte von zwölf Kindern des aus Bad Pyrmont stammenden Unternehmers Salomon Levy Behrens und dessen aus England stammender Ehefrau Anna, geb. Lucas. Er war verwandt mit dem Hamburger Bankier und Mäzen Theodor Behrens. Seine Hamburger Cousine Wilhelmine Behrens war mit dem Hamburger Juristen Henry B. Sloman (1812–1867) verheiratet, mit dem ihn eine lebenslange Freundschaft verband.
Behrens studierte am Owens College in Manchester deutsche und französische Sprache und Literatur. Um 1860 begab sich Behrens, wohl auf Anregung des Kaufmanns Gottlieb Kyllmann, nach Köln, um am dortigen Konservatorium unter Ferdinand Hiller Musik zu studieren. Bei Woldemar Bargiel, einem Halbbruder Clara Schumanns, erhielt er Kompositionsunterricht. Zwischen dem Lehrer und seinem Schüler Behrens entwickelte sich eine enge Freundschaft. Bargiel schrieb später (1871) darüber an seine Halbschwester Clara: „… er war mir doch so befreundet wie kaum ein zweiter“. Jedoch begab sich Behrens bald nach Pau zu Sloman und schrieb hier Zwölf Stücke für Klavier. 1863 wurden erste musikalische Werke von Behrens in Paris gedruckt. 1871 endeten die Beziehungen zu Bargiel und dessen Familie.
Bereits 1866 war Behrens in Pau in näheren Kontakt zu dem Violinisten Joseph Joachim gekommen. Mit Beginn des Deutsch-Französischen Kriegs verließ Behrens Pau und kehrte nach England zurück, wo er seinen Wohnsitz in Richmond nahm. 1871 ermöglichte Behrens in London die englische Erstaufführung von Brahms’ Deutschem Requiem. Auch hier besuchte ihn Joachim des Öfteren. Er veranlasste Behrens zur finanziellen Unterstützung der 1885 von Friedrich Chrysander und Philipp Spitta projektierten Vierteljahrschrift für Musikwissenschaft. Mit einem Beitrag von 1.000 Mark war Behrens zudem einer der größten ausländischen Spender bei Gründung des Vereins Beethoven-Haus in Bonn.
Seit Mitte der 1870er-Jahre verließ Behrens aus gesundheitlichen Gründen kaum noch sein Haus und vereinsamte zunehmend. 1893 gab er bei Roger Fry noch ein Gemälde in Auftrag. In seinem Testament bedachte er seine Freunde Bargiel, Joachim und Brahms mit einer Summe von jeweils 10.000 Gulden. Brahms schenkte einen Großteil seiner Behrens-Erbschaft der Gesellschaft der Musikfreunde in Wien.
Die Briefe von Adolph Behrens an Woldemar Bargiel befinden sich in der Musikabteilung der Staatsbibliothek zu Berlin, die Briefe an Joseph Joachim im Staatlichen Institut für Musikforschung in Berlin.